# 兵庫県立上野ケ原特別支援学校
兵庫県立上野ケ原特別支援学校（ひょうごけんりつ うえのがはら とくべつしえんがっこう）は、兵庫県三田市大字梅の木にある県立特別支援学校。病弱児と知的障害者を教育対象とする。同一敷地内に兵庫県立高等特別支援学校があり校舎は廊下で繋がっている。県下唯一の病弱教育校として出発したが、兵庫県内の特別支援学校再編により知的障害部門を新設し、病知併置校となった。

## 設置学部
- 小学部
- 中学部
- 高等部
- 訪問教育部
- ひかりの森  分教室( 兵庫県立ひょうごこころの医療センター内)

### 訪問学級・分教室所在地
- さくら訪問学級：兵庫県三田市東本庄1188 社会福祉法人枚方療育園 北摂三田福祉の里さくら療育園隣接
- ひかりの森分教室：神戸市北区山田町上谷上字登り尾3番地    兵庫県立ひょうごこころの医療センター

## 歴史
公式サイト「学校の概要」による。
- 1947年（昭和22年） - 兵庫県有馬郡道場小学校注射禍児童の療養施設として、国立兵庫療養所内に道場小学校養護学舎が開設される。
- 1950年（昭和25年） - 兵庫県有馬郡道場小学校養護分校となり、県下学童の結核性患者療養施設となる。
- 1951年（昭和26年） - 市町村合併により神戸市立道場小学校養護分校となる。
- 1952年（昭和27年） - 神戸市より兵庫県に移管、有馬郡三輪小学校養護分校となる。
- 1953年（昭和28年） - 兵庫県立上野ヶ原養護学校創立開校（分校の独立校化）。校舎は当初国立兵庫療養所病棟を借用、11月に第1校舎竣工。
- 1958年（昭和33年） - 兵庫県立整肢施設のじぎく園にのじぎく分校設置
- 1966年（昭和41年） - 進行性筋萎縮症の児童生徒への教育を開始。
- 1968年（昭和43年） - のじぎく分校が兵庫県立のじぎく養護学校として独立。
- 1970年（昭和45年） - 結核以外の慢性疾患児等も教育対象とする。
- 1978年（昭和53年） - 高等部を設置。
- 1979年（昭和54年） - 国立療養所兵庫中央病院「すみれ病棟」の小・中学部の訪問教育を開始。
- 1994年（平成6年） - 重症心身障害児施設「さくら療育園」の小・中学部の訪問教育を開始。
- 1996年（平成8年） - 校舎の一部を使って兵庫県立高等養護学校(現 兵庫県立高等特別支援学校)が開校。
- 1997年（平成9年） - 本校高等部の訪問教育を開始。
- 1998年（平成10年） - 「さくら療育園」の高等部の訪問教育を開始。
- 2001年（平成13年） - 三田市在住者を対象に在宅訪問教育を開始。
- 2007年（平成19年） - 学校名を兵庫県立上野ケ原特別支援学校へ変更。
- 2008年（平成20年） - 高等部に知的障害者の受け入れを開始。同時に給食も開始。
- 2010年（平成22年） - 知的障害の小学生および中学生の受け入れを開始し、スクールバスを導入。
- 2013年（平成25年） - ひかりの森 分教室 を兵庫県立ひょうごこころの医療センター 児童思春期センター「ひかりの森」の院内学級として設置。
- 2023年（令和5年） - 兵庫県立総合リハビリテーションセンター訪問学級を兵庫県立のじぎく特別支援学校おおぞら分教室に移管。

## 通学区域
「兵庫県立特別支援学校通学区域」による。
- 病弱部門：兵庫県全域
- 知的障害部門：三田市、西宮市（山口中学校の校区）

## アクセス
- JR西日本・神戸電鉄「三田駅」下車、神姫バスに乗車し「中央病院前」バス停下車、徒歩4分。